# Grant megye (Nyugat-Virginia)
Grant megye az Amerikai Egyesült Államokban, azon belül Nyugat-Virginia államban található. Megyeszékhelye és legnagyobb városa Petersburg. Lakosainak száma 10 976 fő (2020. április 1.). Grant megye Garrett, Pendleton, Tucker, Randolph, Preston, Hardy és Mineral megyékkel határos.

## Népesség
A megye népességének változása:
| Lakosok száma | 11 900 | 11 908 | 11 814 | 11 759 | 11 766 | 10 976 |
|               | 2010   | 2011   | 2012   | 2013   | 2015   | 2020   |